# Stefan Andres
Stefan Andres (Treviri, 26 giugno 1906 – Roma, 29 giugno 1970) è stato uno scrittore tedesco.

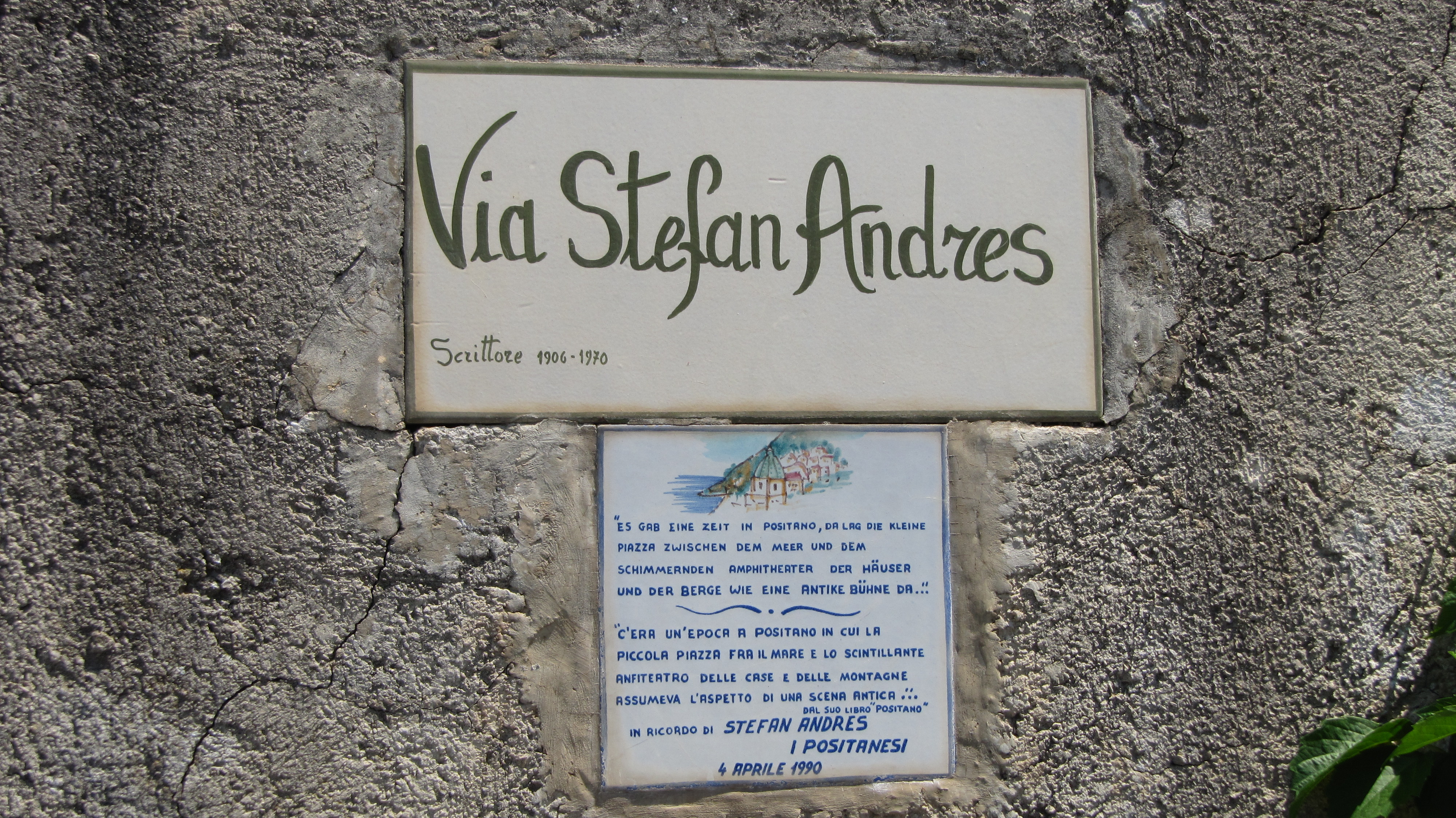
La via intitolata allo scrittore a Positano.

Nel 1937 si trasferì in Italia con la moglie Dorothea, discriminata per non essere ariana. Visse in Italia, a Positano, dal 1937 al 1949 e dal 1961 alla sua morte, nel 1970.

## Opere
- Bruder Lucifer (1932)
- Eberhard im Kontrapunkt (1933)
- Die Löwenkanzel (1933)
- Die unsichtbare Mauer (1934)
- Vom heiligen Pfäfflein Domenico (1936)
- Utz, der Nachfahr (1936)
- El Greco malt den Großinquisitor* (1936)
- Moselländische Novellen (1937)
- Der Mann von Asteri (1939)
- Das Grab des Neides (1940)
- Der gefrorene Dionysos (1942)
- Wir sind Utopia* (1942), ediz.italiana Noi siamo Utopia, Rizzoli 1963.
- Wirtshaus zur weiten Welt (1943)
- Ein Herz wie man braucht (1946)
- Die Söhne Platons (1946)
- Die Hochzeit der Feinde (1947)
- An Freund und Feind (1947)
- Ritter der Gerechtigkeit (1948)
- Tanz durchs Labyrinth (1948)
- Das Tier aus der Tiefe (1949)
- Der Granatapfel (1950)
- Die Arche (1952)
- Der Knabe im Brunnen (1953)
- Die Rache der Schmetterlinge (1953)
- Die Reise nach Portiuncula (1954)
- Positano, Geschichten aus einer Stadt am Meer (1957), ediz. italiana Positano, Storie da una città sul mare, Amalfi (Mediterraneo) 1991. ISBN 88-85417-00-0.
- Der graue Regenbogen (1959)
- Die großen Weine Deutschlands (1961), ediz. italiana I vini tedeschi, Canesi 1964.
- Der Mann im Fisch (1963)
- Die biblische Geschichte* (1965)
- Der Taubenturm (1966)
- Ägyptisches Tagebuch (1967)
- Noah und seine Kinder (1968)
- Die Dumme (1969)
- Die Versuchung des Synesios (1970)